# Marianne Vlasveld
Marianne Vlasveld (Roelofarendsveen, 17 de junio de 1967) es una deportista neerlandesa que compitió en triatlón. Ganó seis medallas en el Campeonato Mundial de Triatlón de Invierno entre los años 1999 y 2005, y seis medallas en el Campeonato Europeo de Triatlón de Invierno entre los años 1999 y 2005.

## Palmarés internacional
| Campeonato Mundial | Campeonato Mundial         | Campeonato Mundial | Campeonato Mundial |
| Año                | Lugar                      | Medalla            | Prueba             |
| ------------------ | -------------------------- | ------------------ | ------------------ |
| 1999               | Bardonecchia (Italia)      | Medalla de bronce  | Individual         |
| 2001               | Lenzerheide (Suiza)        | Medalla de bronce  | Individual         |
| 2002               | Brusson (Italia)           | Medalla de oro     | Individual         |
| 2003               | Oberstaufen (Alemania)     | Medalla de oro     | Individual         |
| 2004               | Wildhaus (Suiza)           | Medalla de plata   | Individual         |
| 2005               | Štrbské Pleso (Eslovaquia) | Medalla de plata   | Individual         |
| Campeonato Europeo |                            |                    |                    |
| Año                | Lugar                      | Medalla            | Prueba             |
| 1999               | Malles Venosta (Italia)    | Medalla de oro     | Individual         |
| 2000               | Donovaly (Eslovaquia)      | Medalla de plata   | Individual         |
| 2001               | Lago Achen (Austria)       | Medalla de oro     | Individual         |
| 2002               | Lago Achen (Austria)       | Medalla de plata   | Individual         |
| 2003               | Donovaly (Eslovaquia)      | Medalla de oro     | Individual         |
| 2005               | Freudenstadt (Alemania)    | Medalla de plata   | Individual         |